# Carabus linnei
Carabus linnei es una especie de insecto adéfago del género Carabus, familia Carabidae. Fue descrita científicamente por Panzer en 1810.
Habita en Albania, Austria, República Checa, Alemania, Italia, Rumanía, Eslovaquia y Ucrania.